# Passignano sul Trasimeno

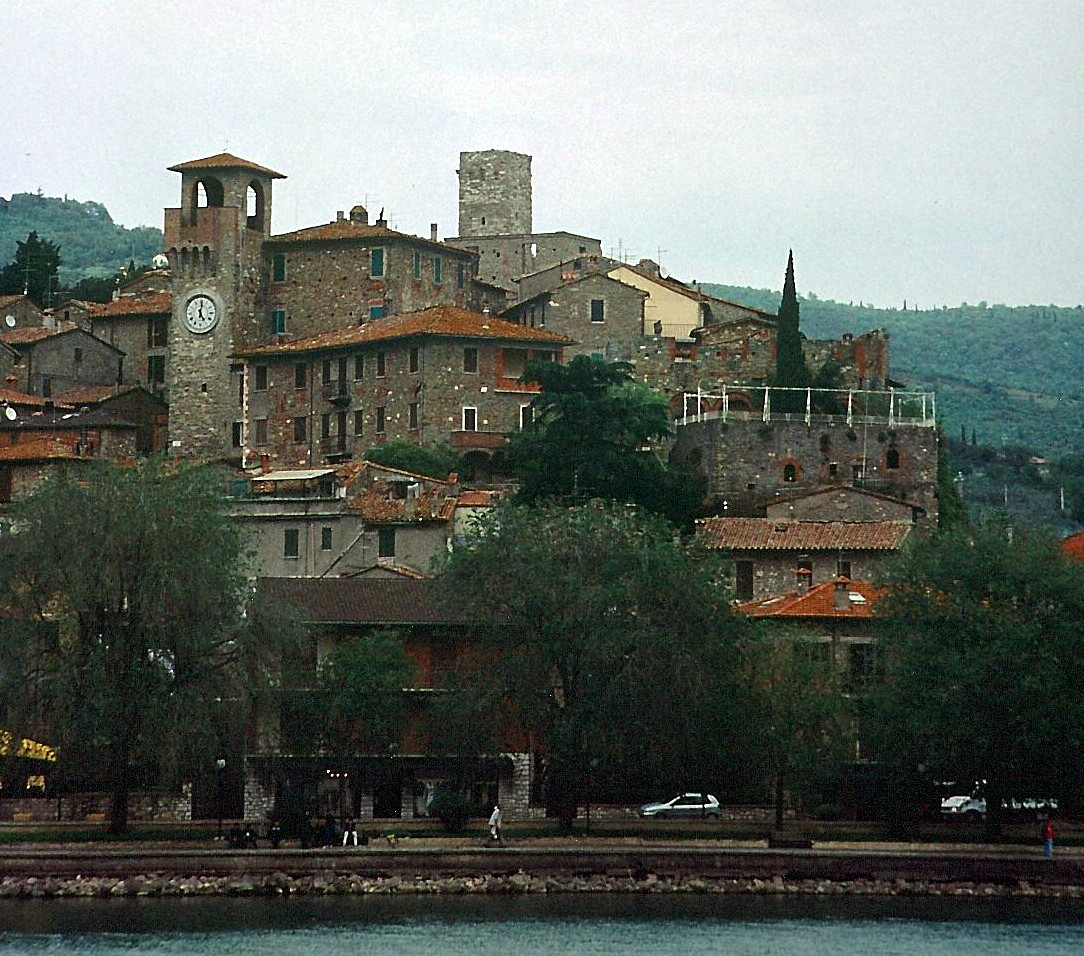
Panorama del centro de Passignano sul Trasimeno.

Passignano sul Trasimeno es una comuna de 5.498 habitantes de la provincia de Perugia. Su nombre proviene de "Passo di Giano", y forma parte de la comunidad montana del Monte del Trasimeno. Esta población siempre fue de gran importancia estratégica,  siendo un paso obligado entre Umbría y Toscana.[cita requerida]
El pueblo se emplaza sobre una colina situada al noreste cerca del lago Trasimeno, a unos 29 km de  Valdichiana dell'Autostrada del Sole, que es uno de los centros turísticos más importantes de la provincia de Perugia.
Aquí Aníbal cerró el paso a las tropas del cónsul romano Flaminio en retirada después de la derrota en la famosa Batalla de Trasimeno. La fortaleza fue construida en la época medieval, mientras que la ciudad se desarrolló principalmente en los tiempos modernos, entre el siglo XVI y XVII. En el siglo XVI se construyó  la Iglesia de San Rocco, con un estilo de renacentista, junto con el santuario de Nuestra Señora del Monte de los Olivos, realizadas probablemente por Mariotto Radi.[cita requerida]

## Evolución demográfica
| Gráfica de evolución demográfica de Passignano sul Trasimeno entre 1861 y 2001 |
|                                                                                |
| Fuente ISTAT - Gráfica elaborada por Wikipedia                                 |

## Cultura
En la última semana de julio la ciudad de Passignano acoge y organiza uno de los eventos más interesantes, por lo que la zona es muy popular: el "Palio delle Barche" es un evento histórico que pretende evocar la antigua rivalidad entre las dos familias nobles de Perugia, los Baglioni y los de Oddi.